# 斐弗
斐弗（Fef）是印度尼西亚西巴布亚省的一个城镇，是坦布劳乌县的行政中心。2010年统计，斐弗区（印尼语：Kecamatan Fef）人口428。

## 资料来源
1. ↑  Biro Pusat Statistik, Jakarta, 2011.